# Cheilanthes longipila
Cheilanthes longipila là một loài thực vật có mạch trong họ Adiantaceae. Loài này được Baker mô tả khoa học đầu tiên năm 1891.